# Кардонн, Дени-Доменик
Дени-Доменик Кардонн (фр. Denis Dominique Cardonne; 1721 — 1783) — французский историк, востоковед, педагог.
Профессор турецкого и персидского языка в Коллеж де Франс, затем хранитель Королевской библиотеки. 

## Сочинения
- «Histoire de l’Afrique et de l’Espagne sous la domination des Arabes» (П., 1765);
- «Mélanges de littérature orientale» (П., 1770);
- «Contes et Fables indiennes» (П., 1778).